# SS Justicia
SS Justicia byla britská loď sloužící v 1. světové válce pro transport jednotek. Postavena byla jako SS Statendam pro rejdařství Holland America Line v loděnicích Harland & Wolff v Belfastu. Ještě před dokončením si loď přivlastnila britská vláda, pro kterou s ní operovala White Star Line.

## Historie
9. července 1914 byla Justicia spuštěna na vodu a pokřtěna a začala se vybavovat. Ale ještě před dokončením začala 1. světová válka a práce byly na rok přerušeny. V roce 1915 si ji přisvojila britská vláda za účelem transportu jednotek. Jejím operováním bylo nejprve pověřeno rejdařství Cunard Line kvůli potopení Lusitanie a přejmenována na Justicia (název vznikl přidáním tradiční koncovky -ia ke slovu justice). Cunnard však nedokázal najít pro Justicii posádku, tak byla předána White Star Line, která měla volnou posádku z potopeného Britannicu. Šedý trup lodi byl přetřen podle kamuflážního schématu.

## Torpédování

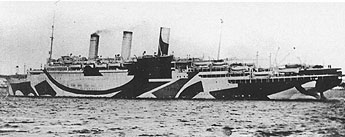
Justicia v kamuflážním nátěru

19. července 1918 plula prázdná z Belfastu do New Yorku střežená torpédoborci. Když byla asi 37 km jižně od Skerryvore, torpédovala ji německá ponorka UB-64. Přestože byla Justicia třikrát zasažena, díky včasnému uzavření vodotěsných přepážek se nepotopila. Naproti tomu doprovázející torpédoborce poškodily ponorku, která musela odplout pryč. Většina členů posádky byla evakuována a Justicia musela být odtažena remorkérem Sonia do Lough Swilley. Pak ale přišlo čtvrté torpédo, když se podařilo UB-64 Justicii opět lokalizovat. Loď však zůstala na hladině.
Následující den potkala Justicii další německá ponorka UB-124 a po 9. hodině ráno na ni vypálila další dvě torpéda, která zasáhla bok trupu. V poledne už byla posádka evakuována a loď se poté překlopila a zmizela pod vlnami. Doprovázející torpédoborce Marne, Milbrook a Pigeon zaútočily na ponorku hloubkovými minami a palbou z děl a nakonec ji potopily.
Vrak Justicie teď leží asi 45 km severozápadně od Malin Head v Irsku 68 metrů pod vodou.